# Twierdza Petrovaradin
Twierdza Petrovaradin (serb. Петроварадинска тврђава) – XVIII-wieczna twierdza położona nad prawym brzegiem Dunaju, w miejscowości Petrovaradin, naprzeciw Nowego Sadu,  zwana Gibraltarem Dunaju. 

## Historia
Przeprowadzone wykopaliska wskazują, że pierwsze umocnienia były budowane w starożytności. Od XVI wieku twierdza była na przemian w rękach Habsburgów i Imperium Osmańskiego. W 1526 roku twierdza została zdobyta przez Turków. W 1687 została odbita przez wojska austriackie i w okresie od 1692 do 1780 roku została przebudowana według projektu francuskiego architekta Vaubana. Podczas Wiosny Ludów twierdzę zdobyli powstańcy węgierscy. Po długich walkach ostatecznie 6 września 1849 roku powstańcy zostali zmuszeni do poddania się. W 1918 roku twierdza wraz z miastem została częścią Jugosławii.

## Galeria

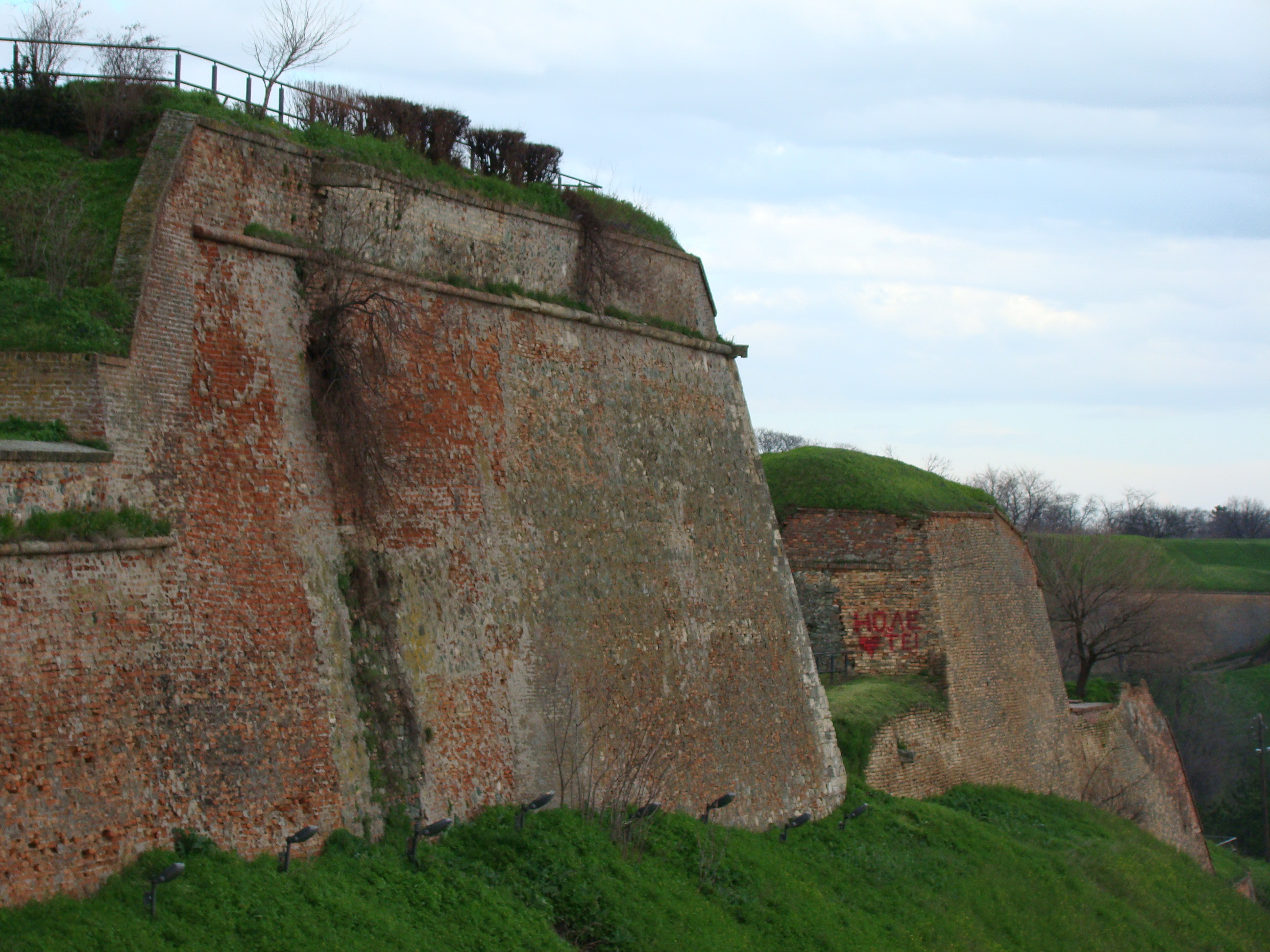
Umocnienia twierdzy
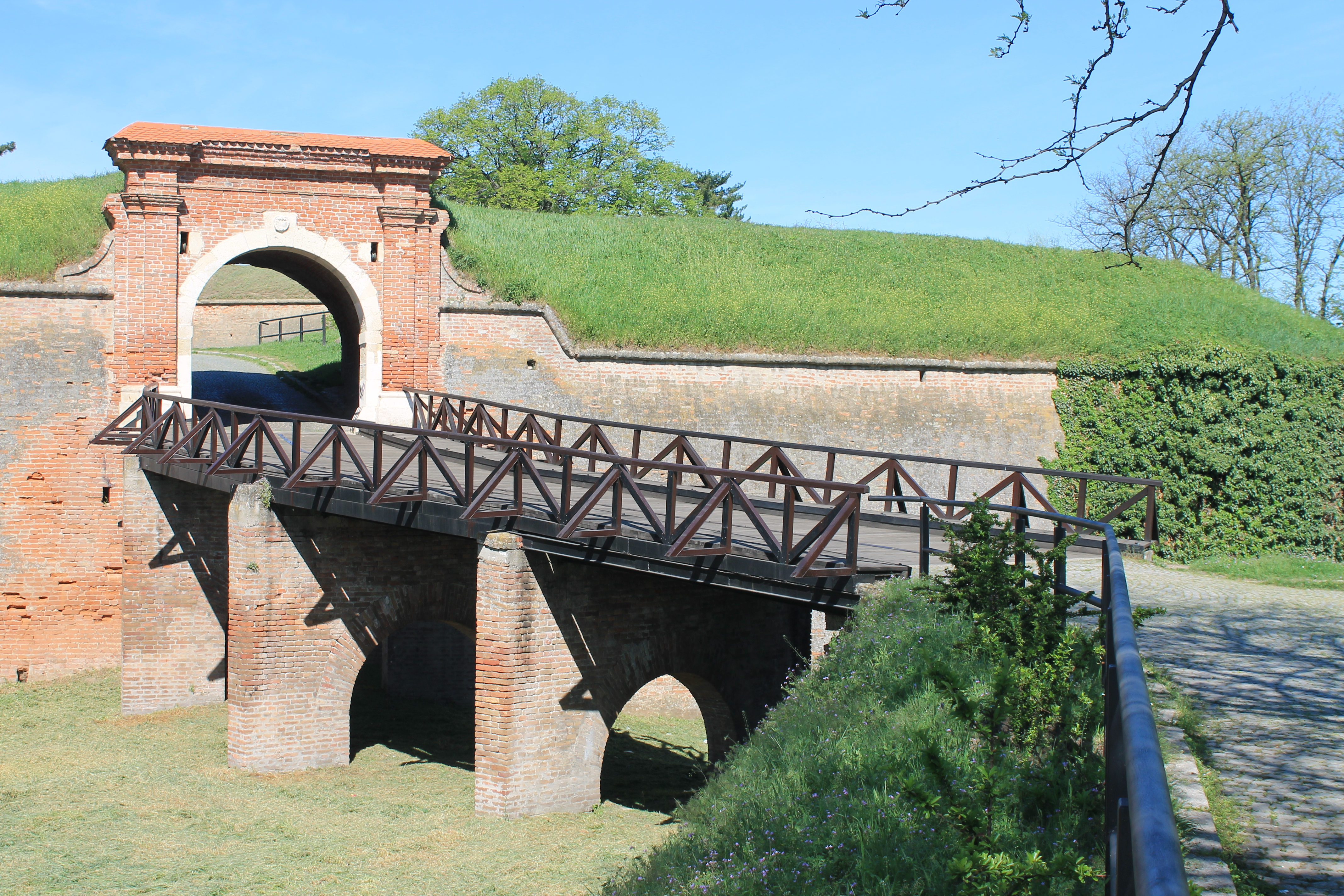
Jedna z bram do twierdzy
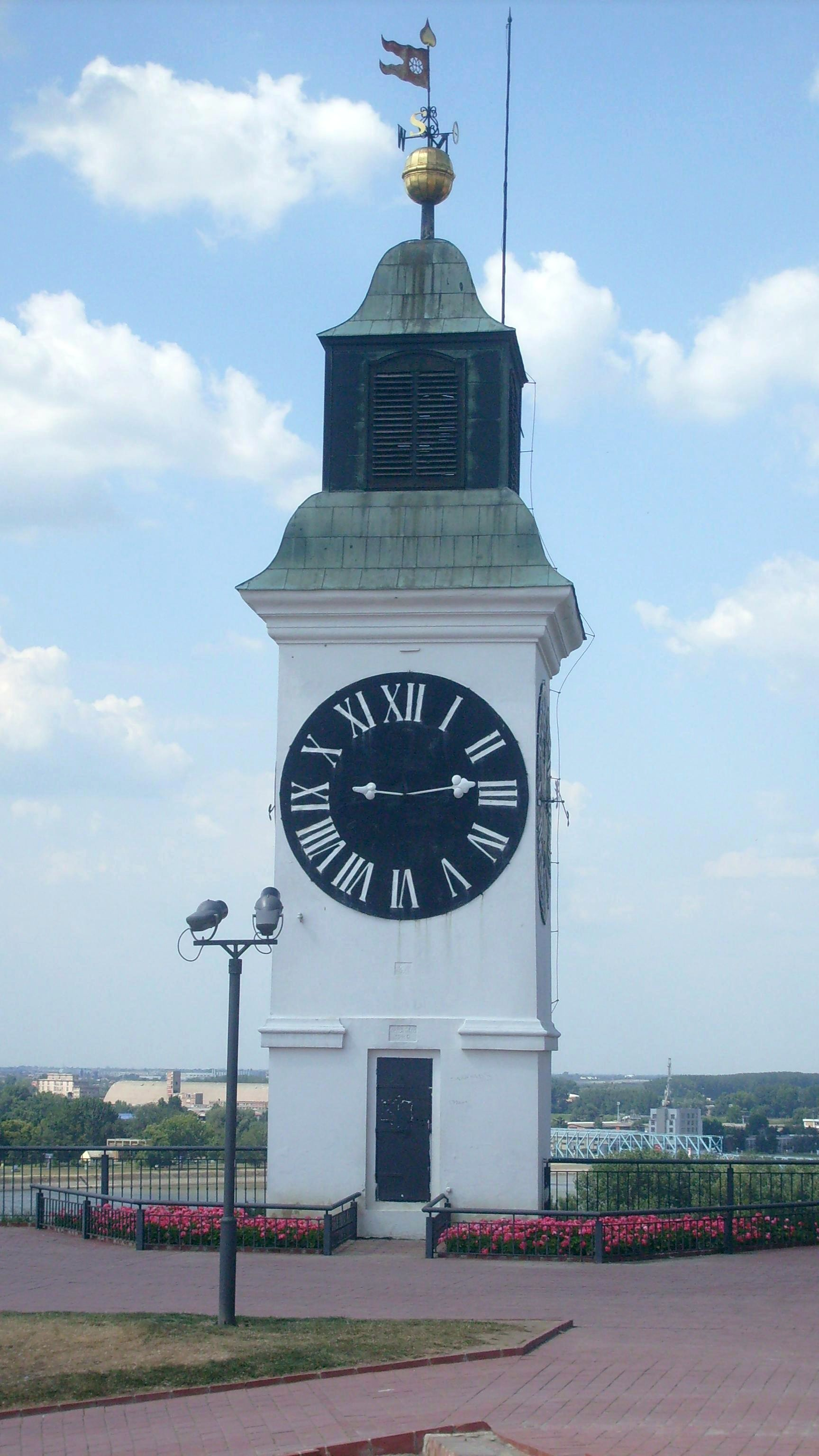
Wieża zegarowa na terenie twierdzy